# پست‌ان‌ال

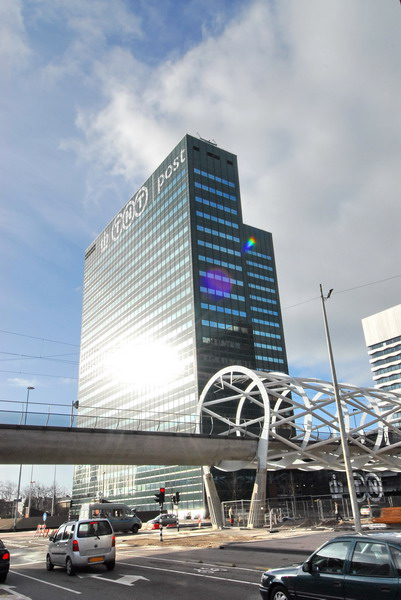
ساختمان مرکزی شرکت پست‌ان‌ال در شهر لاهه

پست‌ان‌ال (به انگلیسی: PostNL) شرکت خدمات پست و تجارت الکترونیک هلندی است، که کشورهای هلند، آلمان، ایتالیا و بریتانیا را تحت پوشش خدمات پستی قرار می‌دهد. بخشی از سهام شرکت پست‌ان‌ال در بازار بورس یورونکست آمستردام دادوستد می‌شود.
پست‌ان‌ال پیش از آنکه به‌فرم کنونی درآید، یک شرکت تابعه از تی‌ان‌تی اکسپرس بود، که در ماه مه سال ۲۰۱۱ از تی‌ان‌تی جدا شد و به‌عنوان یک شرکت مستقل ثبت گردید.